# Різнокрилі

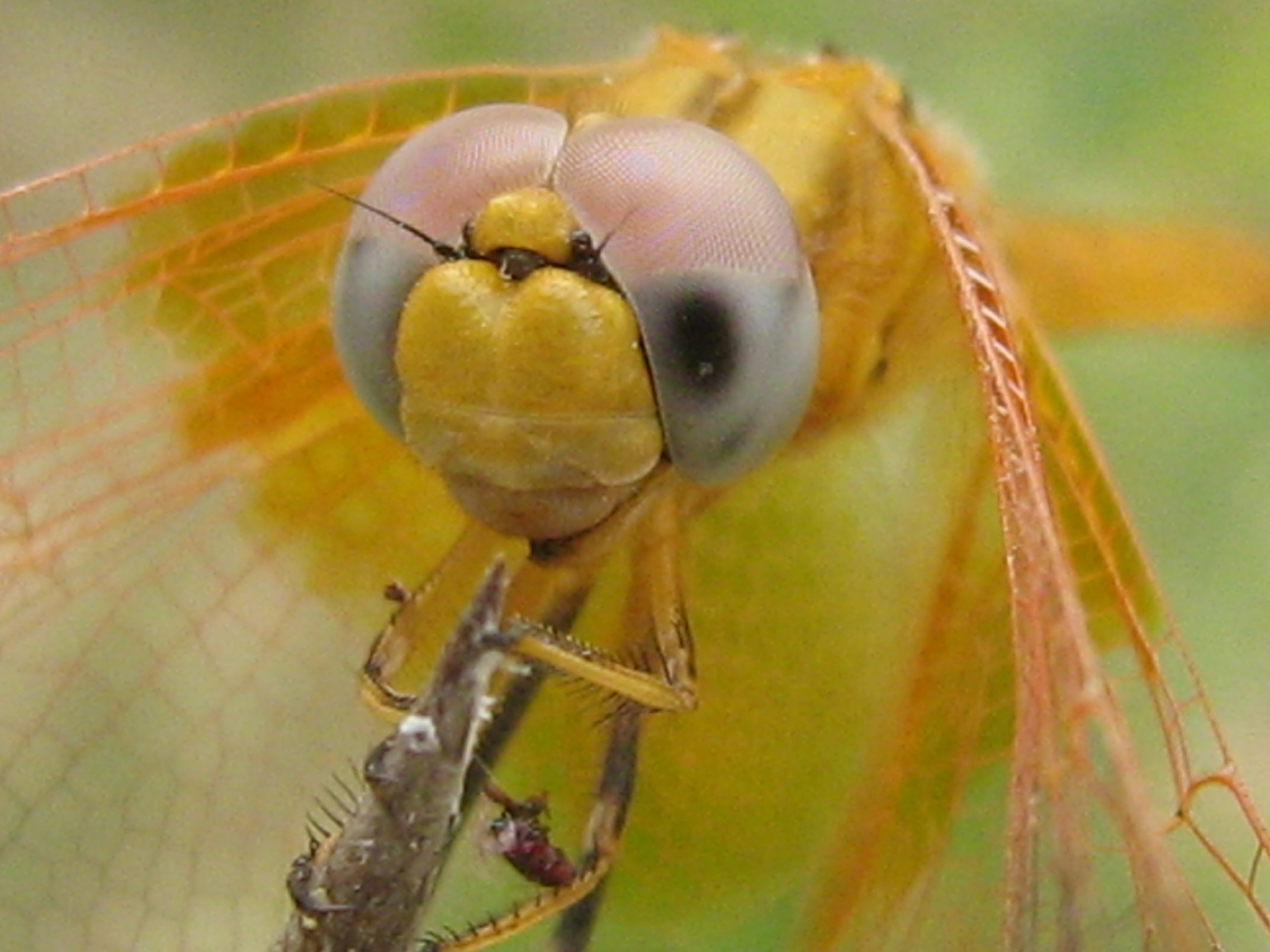
Фасеткове око бабки

Різнокрилі (Anisoptera) — інфраряд крилатих комах з ряду бабок (Odonata). Мають великі фасеткові очі, дві пари сильних прозорих крил і подовжене тіло. Від представників іншої великої групи ряду — рівнокрилих бабок — відрізняються перпендикулярним до поздовжньої осі тіла положенням крил в спокійному стані. Різнокрилі бабки — найшвидші літаючі комахи, що полюють на москітів, мух, бджіл, мурашок та метеликів.
Зазвичай зустрічаються поблизу водойм і боліт, оскільки їх личинки («німфи») живуть у воді.

## Класифікація
- Надродина Aeshnoidea
  - Aeshnidae Rambur, 1842
  - †Aktassiidae
  - Austropetaliidae
  - Gomphidae Rambur, 1842
  - Petaluridae
- Надродина Cordulegastroidea
  - Chlorogomphidae
  - Cordulegastridae
  - Neopetaliidae
- Надродина Libelluloidea
  - Cordulephyidae
  - Corduliidae Selys, 1871
  - Libellulidae Rambur, 1842
  - Macromiidae
  - Synthemistidae Tillyard, 1917
- incertae sedis
  - †Nannogomphidae Bechly, 1996